# Ensemble ordonné filtrant
 (février 2011).
Si vous disposez d'ouvrages ou d'articles de référence ou si vous connaissez des sites web de qualité traitant du thème abordé ici, merci de compléter l'article en donnant les références utiles à sa vérifiabilité et en les liant à la section « Notes et références ».
En mathématiques, un ensemble ordonné filtrant ou ensemble dirigé est un ensemble ordonné (c'est-à-dire dans lequel on peut dire que certains éléments sont plus grands que d'autres) tel que pour toute paire d'éléments, il existe un élément qui est plus grand que chaque élément de la paire. Cela sous-entend en premier lieu que ce troisième élément peut être comparé aux deux premiers, ce qui n'est pas automatique dans un ensemble ordonné (implicitement partiellement ordonné, par opposition à totalement ordonné).
En topologie, cette notion est utilisée pour définir les suites généralisées où au lieu d'être indexées par {\displaystyle \mathbb {N} }, elles sont indexées par un ensemble ordonné filtrant. L'idée étant que pour exprimer que quelque chose « tend vers l'infini » il n'est pas nécessaire d'avoir un ordre total comme sur {\displaystyle \mathbb {N} } mais simplement que pour tout sous-ensemble fini, on puisse dire qu'il y a un élément plus grand que tous.
En théorie des domaines, un dcpo est un ensemble ordonné dont tous les parties dirigées admettent une borne supérieure. Les dcpos peuvent fournir une sémantique dénotationnelle aux langages de programmation.

## Définitions
Un ensemble ordonné (I, ≤)  est dit :
- filtrant (à droite) si
{\displaystyle \forall (i,j)\in I^{2}~\exists k\in I\quad i\leq k{\text{ et }}j\leq k}[1] ;
- filtrant à gauche si l'ordre opposé est filtrant à droite, c'est-à-dire si
{\displaystyle \forall (i,j)\in I^{2}~\exists k\in I\quad k\leq i{\text{ et }}k\leq j.}

On peut généraliser les définitions ci-dessus aux relations de préordre.

## Exemples
- {\displaystyle (\mathbb {N} ,\leq )} est filtrant, plus généralement, tout ensemble totalement ordonné est filtrant.
- Pour tout ensemble X, l'ensemble des parties finies de X (ordonné par l'inclusion) est filtrant.
- Les treillis sont filtrants à droite et à gauche.
- Les filtres et plus généralement les bases de filtres sont filtrants à gauche pour l'inclusion.

## Lien avec les filtres
Soit {\displaystyle (I,\leq )} un ensemble ordonné filtrant à droite. L'ensemble
{\displaystyle {\mathcal {B}}=\{[x,+\infty [\mid x\in I\}} est une base de filtre, où, pour tout x de {\displaystyle I}, {\displaystyle [x,+\infty [} désigne la partie {\displaystyle \{y\in I,y\geq x\}}.
Lorsque {\displaystyle I} admet un plus grand élément {\displaystyle \omega }, ce filtre est le filtre principal {\displaystyle {\mathcal {F}}_{\omega }}.

## Parties cofinales
Soit {\displaystyle (I,\leq )} un ensemble ordonné (filtrant ou pas) et J une partie de I. On dit que J est cofinale (en) si {\displaystyle \forall x\in I,\ \exists y\in J,\ x\leq y} .
Dans les différentes définitions de la limite, la limite en analyse ou la limite inductive ou projective en algèbre, on ne change pas la (ou parfois les) limite(s) en remplaçant un système filtrant par une partie cofinale.
On dit que J est une suite cofinale si {\displaystyle (J,\leq )} est isomorphe à {\displaystyle (\mathbb {N} ,\leq )}. L'avantage d'une suite cofinale est de revenir à une définition fondamentale de la limite.[réf. nécessaire]
Tout ensemble ordonné filtrant qui admet une partie cofinale dénombrable admet une suite cofinale. En particulier[pas clair], dans un espace topologique, si tout point admet une base de voisinages dénombrable, alors c'est un espace séquentiel, c'est-à-dire qu'on peut décrire complètement la topologie avec des suites.